# إبراهيم تال
إبراهيم تال (23 يونيو 1981 بأوبارفيلييه في فرنسا - ) (بالفرنسية: Ibrahim Tall)‏ هو لاعب كرة قدم سنغالي وفرنسي في مركز الدفاع. شارك مع منتخب السنغال لكرة القدم. أما مع النوادي، فقد لعب مع لو مون لوزان ونادي سوشو ونادي لوزان ونادي لوهان كويسو ونادي نانت وهارت أوف ميدلوثيان ونادي لاريسا.

## وصلات خارجية
- إبراهيم تال على موقع قاعدة بيانات كرة القدم.إي يو (الإنجليزية)
- إبراهيم تال على موقع ناشيونال فوتبول تيمز (الإنجليزية)
- إبراهيم تال على موقع Soccerbase.com (لاعب) (الإنجليزية)
- إبراهيم تال على موقع Soccerway.com (الإنجليزية)